# Curt Schenström
Curt Jonas August Schenström, född 28 februari 1883 i Sankt Ilians socken, död 20 november 1971 i Uppsala, var en svensk ingenjör och affärsman.

## Biografi
Curt Schenström var son till bankdirektören Carl August Schenström samt bror till August och Anna Schenström. Han avlade mogenhetsexamen i Uppsala 1901 och utexaminerades från Tekniska högskolans fackavdelning för väg- och vattenbyggnadsteknik 1905. År 1905 reste han till Sydamerika och var där till 1913 anställd dels hos den peruanska regeringen, dels hos privata företag i Peru och Bolivia. Han hade en kortare tid anställning vid argentinska statsbanorna, var 1915–1917 chef för AB Svenska Kullagerfabrikens organisation i de latinamerikanska republikerna och var från 1917 verkställande direktör och styrelseledamot i Cia SKF Argentina. Han tillhörde även ledningen för flera av de stora svenska exportindustriernas sydamerikanska bolag, bland annat AB Separator (styrelseordförande från 1927), AB Gasaccumulator (styrelseordförande från 1929), Telefonaktiebolaget L M Ericsson (styrelseordförande i ett av koncernens bolag, Cia Entreriana de Telefonos från 1947) och av Elektrolux (där han var styrelseordförande 1926–1933). Han var även styrelseordförande i försäkringsföretaget La Argentino Suecia, ett dotterbolag till Vegetebolagen och ledamot av den lokala styrelsen för SAS. Schenström var en av de mest kända svenskarna i Sydamerika och en sammanhållande kraft mellan svenskar särskilt i Argentina, där han en längre tid var bosatt. Han var bland annat ordförande i Svenskarnas förening i Buenos Aires från 1921.